# Ayumi hamasaki 25th Anniversary LIVE
『ayumi hamasaki 25th Anniversary LIVE』（アユミ・ハマサキ・トゥエンティフィフス・アニヴァーサリー・ライヴ）は、浜崎あゆみが2023年4月8日に開催した単発ライブであり、2023年7月1日に発売されたDVD及びBlu-ray Discである。「25th Anniversary LIVE」及び、ファンクラブ限定盤付属「COUNTDOWN LIVE 2022-2023 A」の「A」はロゴ表記。

## 解説
映像作品としては前作『ayumi hamasaki ASIA TOUR 〜24th Anniversary special@PIA ARENA MM〜』から1年ぶりとなる。
前作同様に、mu-mo・ファンクラブ「Team Ayu」限定の初回生産限定盤及び通常盤からの4形態での販売となる。初回生産限定盤のみ「オリジナルパスポートケース」と過去に発表されたLIVEパッケージのジャケット写真を使用した「ポストカードセットグッズ」付属のほか、2022年12月31日に東京都・国立代々木競技場第一体育館において行われた、21度目の年越しカウントダウン公演「ayumi hamasaki COUNTDOWN LIVE 2022-2023 A 〜Remember you〜」の模様が特典映像として収録される。
本公演は、浜崎にとってデビュー25周年を記念して聖地・代々木第一体育館にて行われたアニヴァーサリーライブとなっている。上述のカウントダウン公演において開催日程日をサプライズ発表をし、同公演終了2日後には「私の最初で最後のビッグニュースをその日に発表」という肩書きが、自身のSNS公式アカウントにおいて相次いで投稿をし、反響を呼んだ（後のビッグニュースは、全47都道府県ホールツアー「ayumi hamamasaki 25th Anniversary Live Tour」発表のこと）。

## 収録曲（DVD・Blu-ray共通）

### Disc 1【全形態共通】

#### ayumi hamasaki 25th Anniversary LIVE
1. Opening
2. We are the QUEENS
3. Mirrorcle World
4. Prologue ～ starting over ～ Catcher In The Light
5. GAME
6. my name's WOMEN
7. intermission
ダンサーによる紹介。
8. VIBEES
9. Lelio
10. You & Me
11. ayu-mi-x-mi-x 2023 (Startin' "EUROGROOVES 2011 rmx" ～ Rule "Remo-con "tech dance" remix" ～ talkin' 2 myself "EUROGROOVES fashion mix" ～ Startin' "EUROGROOVES 2011 rmx")
12. Heartplace
13. alterna
14. acoustic show (HEAVEN ～ Dearest ～ HANABI ～ TO BE ～ SEASONS)
15. beloved
16. End roll ～ As if... ～ Dolls
17. Tell All
18. SURREAL ～ evolution ～ SURREAL
19. Song 4 u
20. Lady Dynamite
21. Humming 7/4
ここからアンコール。
22. Boys & Girls
23. Just the way you are
24. Ivy

### Disc 2【Team Ayu / mu-moショップ限定盤】

#### ayumi hamasaki COUNTDOWN LIVE 2022-2023 A ～Remember you～
1. Opening
2. (NOT)Remember you
3. Nonfiction
4. WARNING
5. S.O.S
ダンサーによる紹介。
6. is this LOVE?
7. Because of You
8. decision
9. Strings Show (HANABI ～ appears ～ Dearest ～ End roll)
10. Together When...
11. November
12. 梵天Show
ダンサーによる紹介。
13. I am...
14. Moments
15. ℳ
16. evolution
17. Bold & Delicious
18. NEXT LEVEL
19. MASK
20. Key (Orchestra version)
ここからアンコール。
21. flower garden ～ everywhere nowhere ～ independent ～ ＋ ～ SURREAL
22. Boys & Girls
23. Love song

## 参加ミュージシャン
- 浜崎あゆみ：Vocal

バンドメンバー
- 斉藤光隆：Bass
- 山本陽介：Guitar
- 宮崎裕介：Keyboards
- 浜崎大地：Drums
- 山崎"Princess"陽子：Chorus
- 浅野ヨンエ：Chorus
- 高木美奈子：Choir
- 増村エミコ：Choir
- 結城賢吾：Choir
- 榊原暁：Choir